# Пиано
Пианото е музикален инструмент, от групата на струнните клавишни инструменти, на който се свири с помощта на клавиши. Има два вида – с хоризонтално (роял) или вертикално (обикновено пиано) разположение на струните. Широко използвано в класическата музика за солови и оркестрови изпълнения, камерна музика и акомпанименти, пианото е също популярно помощно средство за композиране и репетиране. Макар че е трудно преносимо, а често и скъпо, разностранните приложения на пианото са го превърнали в един от най-разпространените музикални инструменти.
Натискането на клавишите на пианото задвижва покрити с филц чукчета, които удрят по метални струни, след което се връщат в изходно положение, оставяйки струните да вибрират в своята собствена честота. Тези вибрации се предават на резонаторна дъска, която от своя страна преобразува енергията им в звук, който се разпространява във въздуха. При освобождаване на натиснатия клавиш, вибрациите на струната се прекратяват от специален демпфер.
При нотирането на произведенията за пиано се използват басов (фа) и виолинов (сол) ключ.

## Етимология
Думата „пиано“ е съкратена форма на „пианофорте“, която от своя страна идва от първоначалното име на инструмента на италиански – „clavicembalo col piano e forte“ (буквално „клавесин с тихо и силно“). Името отразява начина, по който инструментът реагира на докосване на клавиатурата, давайки възможност за контрол на скоростта, с която чукчетата удрят по струните. Регулираната по този начин музикална динамика е невъзможна при традиционните клавесини.

## Устройство
Звукът му се произвежда от вибрациите на струните в струнната кутия. Струните се активират чрез чукчета, които са свързани с клавишите. Клавишите на съвременното пиано са 88 на брой (рядко 85). В исторически аспект клавиатурата е разширявала своя тонален диапазон достигайки границите на възприеманите от човека звукови честоти. Съвременното пиано има обхват от субконтра октава до 5-а октава, с което по диапазон отстъпва единствено на органа.
Конструктивно пианото се състои от две основни групи елементи – акустична и механична.

### Акустична част
Тук спадат главно резонаторната дъска, разположена в задната част на инструмента при домашното пиано, или в долната част при рояла. Върху тази дъска е прикрепена чугунената рамка. На нея са опънати струните. За най-ниските тонове те са по една на тон, за по-високите – по две, а за тоновете от средния и високия регистър – по три на тон. 

### Механична част
Механиката на пианото е твърде сложна. Започва от клавишите, които чрез сложна механична система предават движението си върху чукчета, които удрят струните, предизвиквайки вибрация. Самите струни до натискане на клавиша са заглушени от специални пластини, които се освобождават при натискането на клавиша.
Към механичната част спадат и педалите на пианото. Те са два или три. Десният педал освобождава всички пластини, заглушаващи струните, независимо дали в действие е приведен клавиш или не. Левият педал има за цел по-тихото свирене. При пианото с натискане на левия педал се доближават чукчетата към струните. Така се образува свободен луфт в механиката, в който се губи от силата на натискане върху клавишите.

При рояла, с натискане на левия педал се премества цялата клавиатура надясно (при някои модели и наляво). Така всяко чукче удря по две струни, вместо три.

Много инструменти имат и трети педал, разположен по средата. При пианото това е така наречената „сордина“. Тя представлява механизъм, който поставя дебела лента филц между чукчетата и струните и така почти се заглушава пианото. Този механизъм се използва при свирене, за да не се смущават околните.

При рояла, средният педал се нарича „тонозадържащ педал“.
За разлика от повечето музикални инструменти, пианото не се настройва от самия музикант, а от нарочен специалист, наричан „акордьор“.

## Видове
В миналото пианото се е използвало в много форми, от които сега се използват само две:
1. Пиано в изправена форма с перпендикулярни на струните клавиши и с по-малки размери: използва се за учебни или домашни цели.
2. Пиано в криловидна форма (наречено роял), обикновено с по-големи размери с успоредни на струните клавиши, което се използва за свирене в концертни зали.

Основната конструктивна разлика между рояла и пианото се състои в това, че при рояла резонаторната дъска и арфата са разположени хоризонтално, а при пианото – вертикално.
Сред най-качествените и скъпи пиана и рояли са изработените от Steinway & Sons, August Förster – най-висок клас сред немските (произвеждат пиана и рояли), C. Bechstein, Fazioli (произвеждат само рояли), Bosendorfer, Yamaha, Grotrian Steinweg, Schimmel, Steingraeber & Soehne и други.

### Механично пиано
Механичното пиано е автоматизирано пиано, което работи с пневматичен или електромеханичен механизъм. То функционира посредством ролки перфохартия, съдържащи информация, нужна за изпълнението на определеното музикално произведение. Не се различава по нищо от акустичното пиано, освен че звукът се възпроизвежда без човешка намеса.
Електронно (цифрово) пиано
Звукът се синтезира чрез специализиран софтуер. Композиторът лесно може да въведе желаните настройки на звука.

## Предистория
Пианото се появява като продължение на поредица от по-ранни инструменти. Първите струнни инструменти, при които струните се удрят, като персийския сантур, се появяват още в Античността. През Средновековието са направени няколко опита за конструиране на клавишни инструменти с удряни струни, като най-ранният сред тях е колесната лира. През 17 век клавишни инструменти, като клавикордът и клавесинът, вече са широко известни. Докато при клавесина струните се дърпат от перца, при клавикорда те се удрят от малки остриета. Продължителната употреба на клавесина довежда до постепенното развитие на конструкцията на кутията, резонаторната дъска, мостчетата и клавиатурата, която се предава и на ранните пиана.
Като музикален инструмент пианото се развива успоредно с развитието на инструменталната музика, писана за този инструмент. В това отношение може да се отбележи периодът от края на 17 век, когато пианото или неговите предшественици постепенно се еманципират и от съпътстващи (акомпаниращи) застават в центъра на соловите концерти на соловата инструментална музика. През този период особено важно е въвеждането на т. нар. „темпериран строй“, което впоследствие води до извеждането на пианото до статута на най-важен от гледна точка на музикалното образование и на теория инструмент, който на известно ниво трябва да познават всички музиканти. Важно значение имат и творбите на виенските класици, които утвърждават водещата роля на пианото. В наше време пианото е водещ инструмент при класическата, джазовата и естрадната музика.

## Създаване
За изобретател на пианото се смята Бартоломео Кристофори, който конструира във Флоренция през 1711 г. първия клавишен инструмент с чукчета. Силата на тона при този нов инструмент става зависима от силата на удара, което при клавесина е било невъзможно. Затова Кристофори нарича своето изобретение Gravicembalo col piano e forte, („тежко чембало за пиано и форте“, способно да свири тихо и силно) откъдето носи името днес пианофорте, или само пиано.

## Композитори
В хронологичен ред следват имената на най-известните композитори, писали за пиано и други клавишни инструменти. В съвременния си вид пианото се появява относително късно, по-ранните автори са писали пиесите си за някои от неговите предшественици – чембало, вирджинал и др. Днес тези пиеси обаче влизат в репертоара на пианистите.
- Доменико Скарлати
- Хенри Пърсел
- Георг Хендел
- Йохан Себастиан Бах
- Йозеф Хайдн
- Волфганг Амадеус Моцарт
- Лудвиг ван Бетовен
- Франц Шуберт
- Роберт Шуман
- Фредерик Шопен
- Ференц Лист
- Модест Мусоргски
- Пьотр Чайковски
- Цезар Франк
- Клод Дебюси
- Александър Скрябин
- Сергей Рахманинов
- Джордж Гершуин
- Оскар Питърсън
- Пиер Булез
- Мишел Льогран
- Каунт Бейзи
- Дюк Елингтън
- Йоханес Брамс

## Бележити изпълнители в по-новото време
- Сергей Рахманинов
- Дюк Елингтън
- Святослав Рихтер
- Владимир Хоровиц
- Артур Рубинщайн
- Алексис Вайсенберг
- Клаудио Арау
- Оскар Питърсън
- Джон Хелфгод
- Джон Огдън
- Хърби Ханкок
- Фридрих Гулда
- Чък Кърия
- Глен Гулд
- Емил Наумов
- Валентина Лисица

- Марк Дъмонт
- Лан Лан
- Иван Дреников

## Вижте още
- Честота на пиано клавиатура